# Batimentos

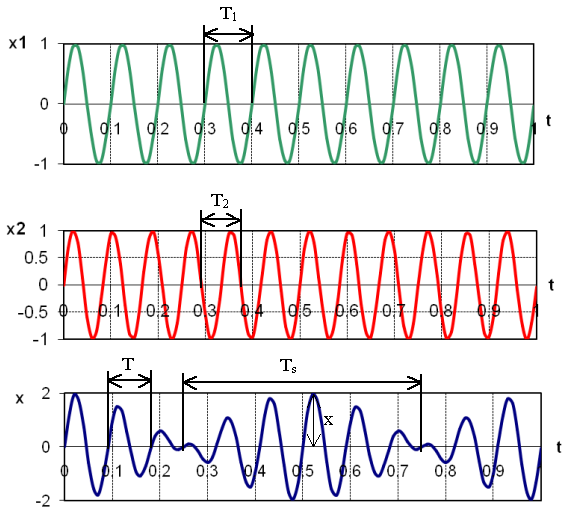
Batimento:A onda X é a combinação das ondas X1 e X2.

Batimento exemplo 3d.

Quando duas ondas sonoras, com frequências diferentes, mas muito próximas, chegam aos nossos ouvidos simultaneamente, percebemos uma variação na intensidade do som resultante; ela aumenta e diminui alternadamente, produzindo um fenômeno chamado batimento. Esse batimento é resultante da interferência construtiva e destrutiva das duas ondas quando ficam em fase ou em oposição de fase. Se as duas frequências forem ficando próximas, o batimento ficará gradualmente mais lento e desaparecerá quando elas forem idênticas (uníssono).
Os batimentos entre dois tons podem ser percebidos pelo ouvido humano até uma frequência de 15Hz. Quando as frequências são superiores a 15Hz os batimentos individuais não podem ser distinguidos.

## Superposição de duas ondas de mesma direção
Os resultados da experimentação científica sugerem que o cérebro determina a altura de um som complexo procurando um padrão harmônico entre os seus componentes. O ouvido parece conseguir calcular as razões entre as frequências com grande precisão. Se a diferença entre as séries harmônicas de dois sons é demasiadamente grande, os vários componentes não se fundem e são ouvidos separadamente. Se a separação entre duas notas é reduzida a um tom (por exemplo, um Dó e um Ré), ouve-se uma dissonância - um som áspero. 

## Equação do batimento
O número de batimentos por segundo é dado pela diferença entre as frequências das duas ondas componentes:
{\displaystyle f_{bat}=|f_{1}-f_{2}|\,}

## Dedução da equação do batimento
A equação do batimento pode parecer trivial, porém sua dedução não é tão simples. Suponhamos que as variações de pressão em certo local, produzidas por duas ondas sonoras de mesma amplitude sm, sejam
{\displaystyle s_{1}=s_{m}\cos w_{1}t}   e
{\displaystyle s_{2}=s_{m}\cos \omega _{2}t}
Onde ω1 > ω2. De acordo com o princípio da superposição, a variação de pressão total é dada por
{\displaystyle s=s_{1}+s_{2}=s_{m}\left(\cos \omega _{1}t+\cos \omega _{2}t\right)}
Usando a identidade trigonométrica
{\displaystyle \cos a+\cos b=2\cos \left[{1 \over {2}}(a-b)\right]\cos \left[{1 \over {2}}(a+b)\right]}
Podemos escrever a variação de pressão total na forma
{\displaystyle s=2s_{m}\cos \left[{1 \over {2}}(\omega _{1}-\omega _{2})t\right]\cos \left[{1 \over {2}}(\omega _{1}+\omega _{2})t\right]}
Definindo
{\displaystyle w'={1 \over {2}}(\omega _{1}-\omega _{2})}    e
{\displaystyle w={1 \over {2}}(\omega _{1}+\omega _{2})}
Podemos reescrever a equação na forma
{\displaystyle s(t)=[2s_{m}\cos \omega 't]\cos \omega t}
Vamos supor que as frequências angulares ω1 > ω2 das ondas que se combinam são quase iguais. Nesse caso podemos considerar a equação acima como uma função cosseno cuja frequência angular é ω e cuja amplitude é o valor absoluto do fator entre colchetes.
Um máximo de amplitude ocorre sempre que cos ω't é igual a 1 ou -1, o que acontece duas vezes em cada repetição da função cosseno. Como cos ω't tem frequência angular ω', a frequência angular ωbat com qual ocorre o batimento é ωbat = 2ω'. Assim podemos escrever
{\displaystyle w_{bat}=2w'=(2)({1 \over 2})(w_{1}-w_{2})=w_{1}-w_{2}}
Como {\displaystyle w=2\scriptstyle {\pi }f} , esta equação também pode ser escrita na forma
{\displaystyle f_{bat}=|f_{1}-f_{2}|\,}

## Aplicação

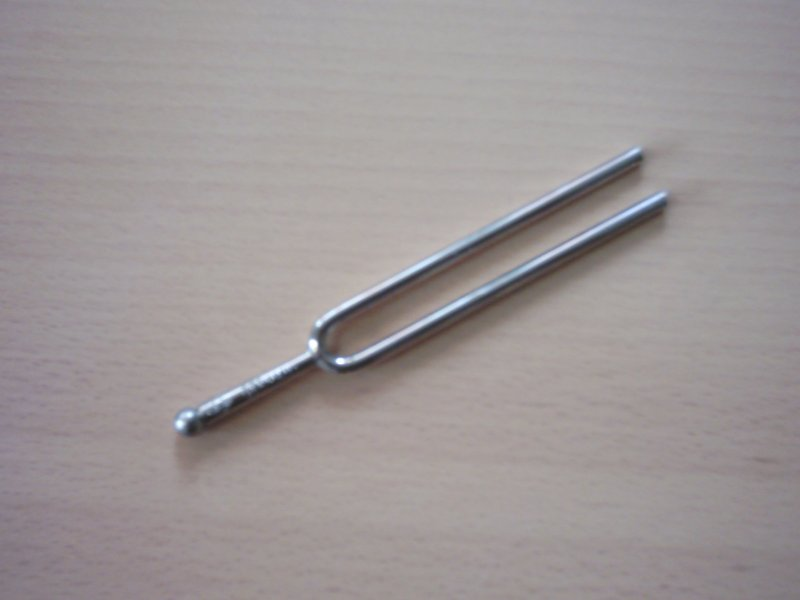
Diapasão: aparelho usado para afinar instrumentos. Com dois diapasões é possível exemplificar o batimento.

Normalmente os músicos prestam atenção nos batimentos enquanto afinam seus instrumentos. Enquanto escutam algum batimento, é porque o instrumento está desafinado, logo alteram a afinação, até que a frequência de batimento diminua e o batimento desapareça, deixando assim o instrumento afinado.
Para afinar seu instrumento, um músico pode recorrer a um diapasão, um aparelho metálico, que emite uma frequência (normalmente Lá - 440Hz). Enquanto o diapasão emite a frequência, o músico toca a corda de seu instrumento simultaneamente, ajustando a tensão da corda ele tenta aproximar as duas frequências, fazendo com que o batimento seja imperceptível. 

## Exemplos em reprodutores de áudio

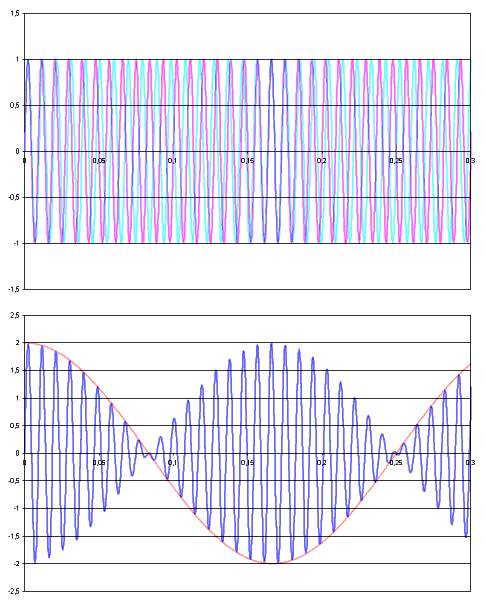
Imagem:Beat - superposition of 104hz and 110hz sine waves.ogg
Nos primeiros dois segundos: 110Hz A, nos dois segundos seguintes 104Hz G# e nos últimos dois segundos a soma das duas ondas.